# Tommy Käßemodel
Tommy Käßemodel (* 9. August 1988) ist ein ehemaliger deutscher Zeugwart und ehemaliger Fußballspieler. Größere Bekanntheit erlangte er durch den Umstand, dass er im Profikader seines Vereins stand, obwohl er als Zeugwart für den FC Erzgebirge Aue arbeitete.

## Leben
Käßemodel spielte in der Jugend als Torwart beim FC Erzgebirge Aue. Anschließend spielte er als Feldspieler in der zweiten Herrenmannschaft des Klubs: Zunächst in der Saison 2007/08 in der damals fünftklassigen Sachsenliga und nach der Meisterschaft und Spielklassenreform von 2008 bis 2012 in der fünftklassigen Oberliga Nordost, in der er zu 87 Einsätzen kam, in denen er acht Tore erzielte. Seit mindestens Sommer 2013 spielte Käßemodel beim Aufsteiger FC Stollberg, für den er in der Saison 2013/14 auf 27 Einsätze in der sechstklassigen Sachsenliga kam; am Saisonende musste die Mannschaft absteigen.
Im Januar 2016 begann Käßemodel, beim FC Erzgebirge Aue als Zeugwart für die Profimannschaft zu arbeiten. In seiner Freizeit spielte er weiterhin beim FC Stollberg in der siebtklassigen Landesklasse West. Da dem Verein zur Zweitliga-Saison 2016/17 noch einer der von der Ausländerregelung im deutschen Fußball vorgeschriebenen vier Local Player – im Alter zwischen 15 und 21 vom eigenen Verein ausgebildeten Spieler – fehlte, erhielt Käßemodel zur Erfüllung der Statuten der DFL einen Profivertrag und wurde anschließend als Mittelfeldspieler im Kader geführt. Internationale Bekanntheit erlangte Käßemodel, da er in der Saison 2017/18 in der Computerspielserie FIFA als schlechtester Spieler spielbar ist.
Ab der Saison 2020/21 spielte Käßemodel als Amateur beim FC Stollberg in der siebtklassigen Landesklasse West. Nach der Saison 2022/23 beendete er seine aktive Karriere und ist seit der Saison 2022/23 als Jugendtrainer beim FC Erzgebirge Aue tätig.

## Erfolge
- Sächsischer Landesmeister: 2008